# Brasão de armas de Guernsey

O brasão de armas de Guernsey é o símbolo oficial da ilha de Guernsey. É um escudo vermelho com três leões de ouro passantes encimados por um pequeno ramo de folhas. É muito parecido com o armamento da Normandia, Inglaterra e Jérsei.